# ニーナ (小惑星)
ニーナ (779 Nina) は小惑星帯の小惑星である。ウクライナのシメイズ天文台で、ロシアの天文学者グリゴリー・ネウイミンが発見した。
発見者の姉妹でもある数学者のニーナ・ネウイミンに因んで命名された。
2005年11月に茨城県で掩蔽が観測された。